# Назначаешься внучкой
«Назначаешься внучкой» — советский двухсерийный телефильм 1975 года режиссёра Ярополка Лапшина, снятый по мотивам повести Е. Мухиной «Восемь сантиметров».

## Сюжет
Лето 1942 года, Великая Отечественная война. В южном приморском городе живёт одна семья. Старшая сестра Мотя служит в Красной Армии прожектористом, и две младшие сестры — Вера (14 лет) и Евдокия, или Дуся (16 лет) (Ирина Гришина). Дуся осаждает военкома, она рвется на фронт. Военком решает направить её в разведшколу. Она оканчивает курс обучения радиста и получает конспиративную кличку «Чижик».
Начальник разведки фронта (Даниил Нетребин) приглашает Дусю на беседу и спрашивает её, согласна ли она стать связной и радисткой в тылу врага у «деда», зная, что его предыдущего связного схватили, пытали и казнили гестаповцы. Дуся, не колеблясь, отвечает, что готова выполнить любое задание.
Согласно «легенде», Дусю зовут Женя (по аусвайсу она Евдокимова Евгения Ивановна из Ростова, 1927 г. р.). Теперь она внучка «деда», дочь его дочери, умершей в Ростове от тифа.
Осенней ночью её с самолета забрасывают в тыл врага, неподалёку от Ростова-на-Дону. Приземлившись, Дуся прячет на пасеке парашют, мешок с боеприпасами и рацию и направляется в станицу.
Дуся не знает человека, к которому идёт, она знает только его конспиративную кличку «Дед», пароль и отзыв. Опознав «Деда» (Борис Андреев) по паролю и отзыву, она оказывается в его доме. Несмотря на всё отчаяние Дуси, «Дед», понимая, что она не должна выглядеть привлекательной, постригает её оказавшимися под рукой овечьими ножницами.
Дуся видит, что на «Деде» форма полицая, и в её душу закрадываются сомнения.
Ранее, чтобы стать для оккупантов своим человеком, дед Тимофей спас утопавшего в Дону гауптмана Штольца (Николай Прокопович). В благодарность Штольц, став заместителем коменданта станицы, держит Тимофея при себе, определив его в полицаи. Соседка Тимофея (Майя Булгакова), для которой дед Тимофей — полицай, ненавидит его и его внучку — как и многие другие жители станицы.
Как-то раз Штольц, ужиная у Тимофея, много выпил и, выходя из его дома в проливной дождь, поскользнулся и упал. Тимофей, бросившись его поднимать, попытался вытащить у него из кармана так нужную подпольщикам печать. Штольц, почувствовав, что Тимофей залез к нему в карман, схватил его за руку, уличая его в попытке совершить кражу. Тимофей утверждает, что Штольц его не так понял. За Тимофея вступается Женя, и Штольц, сменив гнев на милость, даже извиняется за свои подозрения перед стариком. Но «Дед» видит в его извинениях подвох, и вот промокшие под дождём Тимофей и Женя сидят на сквозняке у открытой двери с оружием в руках, ожидая, что вот-вот к ним нагрянут гестаповцы.
Всё обошлось, но дед Тимофей простудился и тяжело заболел. Женя же, выполняя задание «Деда», идёт на базар, чтобы позвать к «Деду» полицая Сашко (Владимир Артёмов), который, зная, кто такие дед Тимофей и Женя на самом деле, и понимая, что немцы могут быть скоро разгромлены, хочет заслужить себе прощение.
Женя идёт на рынок, взяв на продажу коробку спичек и лук, но у неё с собой ещё и лимонка, которую она взяла тайком от деда. На базаре Женю обыскивает полицай Сашко. Он находит у неё лимонку, называет дурой, но не выдаёт.
Там же Женя видит женщину в пальто с очень заметной пуговицей. Это то самое пальто, которое она примеряла, когда выбирала себе одежду перед заброской в тыл врага. Женя называет этой женщине пароль, та отвечает отзывом. Теперь Женя знает, что это тоже советская разведчица (Людмила Давыдова).
К Тимофею, как ему и было сказано Женей, приходит полицай Сашко. Тимофей приказывает ему забрать вкладку из тайника рядом с комендатурой. Сашко отказывается: он боится, что его поймают. Тогда Тимофей меняет ему задание: за содержимым тайника должна будет пойти Женя, а Сашко должен при этом подстраховывать её и отвлекать от неё внимание.
Перед тем, как Жене выйти из дома, к ней подходит соседка, она просит у неё еды для своих умирающих от голода дочерей. Женя даёт ей картошку, а потом, опасаясь, что во время выполнения задания её могут схватить, открывается соседке, чтобы та смогла бы помочь спастись деду. Женя рассказывает ей о приближающемся разгроме фашистов под Сталинградом и просит, чтобы та рассказывала об этом советским людям.
При выполнении задания в Сашко в упор стреляет немецкий офицер, но в ответ Сашко успевает выстрелить в того два раза.
Как выясняется позже, Сашко остался жив и его допрашивают гестаповцы. В связи с угрозой разоблачения дед Тимофей и Женя должны немедленно уйти из станицы. Об этом им сообщает та самая разведчица, которую Женя встретила на базаре. Она также рассказывает им, что для выполнения задания она сумела войти в доверие к Штольцу благодаря сообщению, переданному по рации Женей. Позднее Женя узнает, что разведчица выполнила задание ценой собственной жизни.
Дед Тимофей и Женя покидают станицу. Женя идёт к линии фронта, дед должен добраться до явки в Ростове. Перед уходом дед Тимофей устанавливает в их доме мину натяжного действия. По пути он показывает место, где был похоронен казненный фашистами разведчик Андрей, бывший до Жени связным у деда. Вскоре раздаётся взрыв. Это сработала мина, установленная в доме.
Под ближним мостом дед и Женя прощаются. Каждый идёт в свою сторону.

## В ролях
- Борис Андреев — дед Тимофей
- Ирина Гришина — Евдокия Мельникова / Евгения Евдокимова
- Николай Прокопович — гауптман Штольц
- Олег Корчиков — военком
- Людмила Давыдова — немка-антифашистка, советская разведчица
- Майя Булгакова — соседка
- Даниил Нетребин — начальник разведшколы
- Гиви Тохадзе — дядя Катверидзе
- Владимир Артёмов — Сашко
- Алексей Чернов — отец Евдокии
- Азиз Агрба — эпизод (нет в титрах)

## Съёмочная группа
- Автор сценария: Григорий Колтунов
- Режиссёр: Ярополк Лапшин
- Главный оператор: Игорь Лукшин
- Художник: Юрий Истратов
- Композитор: Юрий Левитин
- Звукооператор: Маргарита Томилова
- Режиссёр: М. Кончакивский
- Оператор: В. Максимов
- Главный консультант: В. Востоков
- Монтаж: С. Тарик
- Костюмы: И. Грачёва
- Художник-гримёр: М. Петкевич
- Гримёр: Л. Вурм
- Слова песни: Михаил Матусовский

## Место съёмок
Фильм снимали в городе Сухуми, а также в селе Синявское Ростовской области.